# Academia Amapaense de Letras
Academia Amapaense de Letras (AAL), fundada em 21 de junho de 1953, é a entidade literária máxima do estado brasileiro do Amapá. A academia está situada no município de Macapá e atualmente reúne-se no Conselho Estadual de Política Cultural do Amapá (CEPC-AP).

## História
Estimulados por membros da Academia Paraense de Letras, notáveis servidores públicos do Território Federal do Amapá decidiram fundar em 21 de junho de 1953, em homenagem a passagem do aniversário do escritor Machado de Assis, a Academia Amapaense de Letras na sala de estudos da Biblioteca Clemente Mariani, da entidade estudantil Grêmio Literário e Cívico Rui Barbosa, que congregava alunos do Ginásio Amapaense, então instalado em dependências do antigo Grupo Escolar Barão do Rio Branco.
A posse da Diretoria aconteceu no dia 5 de julho, no Cine Teatro Territorial (anexo ao Grupo Escolar Barão do Rio Branco). Por mais de 30 anos o silogeu ficou desativado, sendo reinstalado em agosto de 1988. Em 2017, o colegiado continha 22 sócios titulares. Em outubro de 2022, após a posse de 19 novos membros, a Academia completou seu colegiado. Atualmente conta com 38 membros.

## Acadêmicos
Em negrito o nome do atual ocupante de cada cadeira.
| Cadeira | Patrono                              | Fundador                                         | Sucessores                                         |
| ------- | ------------------------------------ | ------------------------------------------------ | -------------------------------------------------- |
| 1       | Acylino de Leão Rodrigues            | Heitor de Azevedo Picanço                        | - Gilberto de Paula Pinheiro                       |
| 2       | Raimundo Álvares da Costa            | Adaury Salles Farias                             | - Adaury Salles Farias                             |
| 3       | Benedito Alves Cardoso               | Ricardo Augusto dos Santos Pontes                | - Ricardo Augusto dos Santos Pontes                |
| 4       | Coaracy Gentil Nunes                 | Fernando Pimentel Canto                          | - Vago                                             |
| 5       | Cora Rola de Carvalho                | Maria Ângela da Costa Nunes                      | - Maria Ângela da Costa Nunes                      |
| 6       | Desidério Antônio Coelho             | Tiago de Oliveira Quingosta de Sousa             | - Tiago de Oliveira Quingosta de Sousa             |
| 7       | Deusolina Salles Farias              | Amaury Guimarães Farias                          | - Benedito Rostan Costa Martins                    |
| 8       | Cônego Domingo Maltês                | Dom Luiz Soares Vieira                           | - Dom Luiz Soares Vieira                           |
| 9       | Emílio Goeldi                        | Antônio Cabral de Castro                         | - Antônio Cabral de Castro                         |
| 10      | Francisco Torquato de Araújo         | Nilson Montoril                                  | - Randolfe Rodrigues                               |
| 11      | Gabriel de Almeida Café              | Gian Danton                                      | - Ivan Carlo Andrade de Oliveira                   |
| 12      | Georgenor de Souza Franco            | Georgenor de Souza Franco Filho                  | - Georgenor de Souza Franco Filho                  |
| 13      | Antônio Manuel Gonçalves Tocantins   | Jackson Corrêa da Silva                          | - Jackson Corrêa da Silva                          |
| 14      | Hildemar Pimentel Maia               | Aracy Miranda de Mont’Alverne                    | - Piedade Lino Videira                             |
| 15      | Janary Gentil Nunes                  | Estácio Vidal Picanço                            | - Fernando Rodrigues dos Santos                    |
| 16      | Jarbas Amorim Cavalcante             | Paulo Fernando Batista Guerra                    | - Paulo Fernando Batista Guerra                    |
| 17      | Joaquim Caetano da Silva             | Jadson Luiz Rabelo Porto                         | - Jadson Luiz Rabelo Porto                         |
| 18      | Joaquim Gomes Diniz                  | João Wilson Savino Carvalho                      | - João Wilson Savino Carvalho                      |
| 19      | João Álvares de Azevedo Costa        | Maria José Araújo Souza                          | - Maria José Araújo Souza                          |
| 20      | João Távora                          | Elfredo Távora Gonçalves                         | - César Bernardo de Souza                          |
| 21      | Jovino Albuquerque Dinoá             | João do Nascimento Barbosa                       | - João do Nascimento Barbosa                       |
| 22      | Lucio Mariolino Soheiro              | Saulo Carneiro Ribeiro Torquato                  | - Saulo Carneiro Ribeiro Torquato                  |
| 23      | Manuel Valente Flexa                 | Luiz Alberto Costa Guedes                        | - Luiz Alberto Costa Guedes                        |
| 24      | Francisco Xavier de Mendonça Furtado | Ruben Bemerguy                                   | - Ruben Bemerguy                                   |
| 25      | Joaquim de Mendonça Júnior           | Alcy Araújo Cavalcante                           | - Alcinéa Maria Cavalcante Costa                   |
| 26      | Oscar Santos                         | Edgar de Paula Rodrigues                         | - Vago                                             |
| 27      | Otton Accioly Ramos                  | Otton Miranda de Alencar                         | - Sânzia Fernandes Brito                           |
| 28      | Padre Júlio Maria de Lombaerde       | Jorge Basile                                     | - Cléo Farias de Araújo                            |
| 29      | Paulo Euletério Cavalcante           | Arthur Nery Marinho                              | - Manoel Azevedo de Souza                          |
| 30      | Pauxy Gentil Nunes                   | Padre Paulo Roberto da Conceição Matias de Souza | - Padre Paulo Roberto da Conceição Matias de Souza |
| 31      | Paul Ledoux                          | José de Alencar Feijó Benevides                  | - Paulo Tarso Silva Barros                         |
| 32      | Reinaldo Maurício Golbert Damasceno  | Antônio Carlos da Silva Farias                   | - Antônio Carlos da Silva Farias                   |
| 33      | Roque de Souza Penafort              | Hélio Guarany Pennafort                          | - Francisco Osvaldo Simões Filho                   |
| 34      | Uriel Sales de Araújo                | Mauro Sérgio Soares Rabelo                       | - Mauro Sérgio Soares Rabelo                       |
| 35      | Matheus Valente do Couto             | Cristóvão Tertuliano de Almeida Lins             | - Cristóvão Tertuliano de Almeida Lins             |
| 36      | Alexandre Vaz Tavares                | Manoel Bispo Corrêa                              | - Manoel Bispo Corrêa                              |
| 37      | Francisco Xavier da Veiga Cabral     | Dagoberto Damasceno Costa                        | - Raquel Tourinho Braga                            |
| 38      | Vicente Portugal Júnior              | Antônio Munhoz Lopes                             | - José Queiroz Pastana                             |
| 39      | Waldemiro Oliveira Gomes             | José Alberto Tostes                              | - José Alberto Tostes                              |
| 40      | Walkíria Ferreira Lima               | Isnard Brandão de Lima Filho                     | - Carlos Nilson da Costa                           |